# Десембарко-дель-Гранма
Десембарко-дель-Гранма (исп. Parque Nacional Desembarco del Granma, «Высадка с „Гранмы“») — национальный парк в юго-восточной части Кубы в провинции Гранма. Парк назван в честь высадки на берег Кубы с яхты «Гранма», на которой в 1956 году из Мексики прибыли Фидель и Рауль Кастро, Че Гевара и 79 их сподвижников с целью организации Кубинской революции.
Парк был организован в 1986 году и имеет площадь 261,8 км². Территория национального парка является уникальным геолого-геоморфологическим районом с морскими террасами, обрывами и карстовыми формами рельефа.